# Mirage (французький гурт)
«Mirage» (Міраж) — французький рок-гурт напрямку прогресивний рок. Назва міраж є невипадковою. Цим учасники гурту натякають на те, що є палкими прихильниками гурту Camel, тому назвали гурт назвою одного з найвідоміших і найкращих альбомів Camel. Музиканти своїми роботами намагаються повернути натхнення семидесятих британської прогресивної рок-легенда.   

## Біографія
Гурт Міраж у 1996 році утвори клавішник Філіп Дюплесі (фр. Philippe Duplessy), барабанщик  Жоель Мондон (фр. Joël Mondon),  басист Кіріл Форнер (фр. Cyrille Forner) і його брат, гітарист Стефан Форнер (фр. Stephan Forner), дружина Стефана, Аґнес Форнер (фр. Agnès Forner), яка приєднувалась до них як флейтистка і вокалістка, згодом стала постійним учасником. Окрім впливів Camel, як говорив басист Кіріл Форнер, учасники гурту також зазнали впливу Alan Parsons Project, King Crimson, Pink Floyd, Flower Kings і Porcupine Tree, а також не зовсім прог-майстрів Led Zeppelin і Deep Purple.

## Альбом A Secret Place, 2001
Багата, тепла, м'яка, мелодійна гітара, чудовий орган Hammond і чаруюча флейта нагадують ранній Camel; жіночий вокал плюс невеликий дотик джаз ф'южн утворюють повну картину. Пісні (англійською) сучасні, екзистенційні або надихаються від науково-фантастичної тематики. Вони показують постійне бажання глибшого занурення в роздуми. 

### Композиції
1 — Nothing On TV Tonight 5'15 

2 — Coming Out Of Nowhere 4'30 

3 — Untold Stories 6'47 

4 — For Andy 5'10 

5 — The UFO Trip 6'30 

6 — Time Machine 7'00 

7 — Not Fair Enough 6'35 

8 — Alien Attack - Supernova 10'30 

Загальний час звучання 63:08

### Музиканти
- Stephan Forner — гітари, вокал
- Philippe Duplessy — клавішні, вокал
- Cyrille Forner — бас-гітари, вокал
- Joël Mondon — барабани
- Agnès Forner — флейта, вокал

## Альбом Tales from the Green Sofa, 2004
Якщо перше зусилля гурту Міраж дозволило створити собі репутацію, другий, очевидно, міць, професіоналізм і талант. На відміну від першого альбому цей набагато згуртованіший і особистий: ранній звук гурту Camel зараз має великий вплив, а не копіюється. 

### Композиції
1 — Secret Place I 9'03

2 — You Don't Fool Me 10'29

3 — Friends of Mine 11'19

4 — Gone Margarita 9'24

5 — Tales From the Green Sofa 12'34

6 — Secret Place II 7'43

Загальний час звучання 60:32

### Музиканти
- Stephan Forner — електрична та акустична гітари, вокал
- Cyrille Forner — електричний та акустичний бас-гітари, вокал
- Philippe Duplessy — клавішні
- Joël Mondon — барабани

### Запрошені музиканти
- Agnès Forner — флейта
- Loïc Brétignière — конґа
- Cédric Cartaud — акустична гітара

## Альбом Borderline, 2008
Третій опус «Borderline» схильний до повернення до істинно рокового звучання, принаймні більше, ніж раніше. Це не заважає гурту бути амбітними, зрештою звучання стало більш концептуальним, ніж на попередніх альбомах. Назва стосується страхів глибоко всередині кожного з нас. Цей стан розуму присутній у всіх композиціях, включених у цей шедевр. 

### Композиції
1 — Ordinary Madness 9'58

2 — Nothing Stops Me 12'41

3 — Compulsion 11'27

4 — Heads Up 10'23

5 — When I Play (Part 1) 1'12

6 — I Saw You 6'17

7 — The Girl With the Sun in Her Hair 2'07

8 — Blue Pill 4'36

9 — When I Play (Part 2) 8'05

Загальний час звучання 60:32

### Музиканти
- Stephan Forner — гітари, вокал
- Cyrille Forner — бас-гітари, бек-вокал
- Joël Mondon — барабани, шейкер, тамбурин, акустична гітара
- Philippe Duplessy — клавішні, бек-вокал, казу
- Agnès Forner — флейта, бек-вокал